# Katharina Holzer
Katharina Holzer (* 29. Juni 1998 in Villach) ist eine österreichische Volleyball- und Beachvolleyballspielerin.

## Karriere

### Hallen-Volleyball
Holzer kam durch ihre Mitschülerinnen zum Volleyball.  Sie spielte in ihrer Heimat zunächst für VBK Wörther-See-Löwen und ATSC Klagenfurt. Mit den Wildcats kam die Außenangreiferin in die österreichische Bundesliga. In dieser Zeit wurde sie nationale Vizemeisterin und stand im Pokalfinale. 2016 wurde sie vom deutschen Bundesligisten VfB 91 Suhl verpflichtet. Für den Verein endeten die Wettbewerbe in der Bundesliga mit den Pre-Playoffs und mit dem Achtelfinale im DVV-Pokal schon früh. Holzer kam außerdem als Juniorennationalspielerin in die
österreichische A-Nationalmannschaft, mit der sie an der Volleyball-Europaliga 2017 teilnahm. In der Saison 2017/18 kam Holzer mit Suhl im DVV-Pokal ins Viertelfinale, während sie in der Bundesliga den Einzug in die Playoffs verpasste. Zur Saison 2018/19 wechselte Holzer zum französischen Vizemeister RC Cannes, mit dem sie die französische Meisterschaft gewann. Anschließend spielte sie in der italienischen „Serie A1“ bei Volalto Caserta. Nach dessen Auflösung kehrte Holzer zurück nach Österreich und gewann 2021 mit ASKÖ Linz Steg das nationale Double aus Meisterschaft und Pokal. Danach kehrte sie zurück zu den Wörther-See-Löwen.

### Beachvolleyball
Holzer wurde 2015 in Riga mit Ilona Kiss Vize-Europameisterin der U18. Mit Nikolina Maroš erreichte sie im gleichen Jahr bei der U20-EM in Larnaka den siebten Rang. 2016 kam sie mit Ilona Radl bei der U21-EM in Luzern auf den neunten Platz. Mit Maroš gewann sie das nationale Turnier in Krems und wurde Neunte der U20-EM in Antalya. Nachdem Teresa Strauss 2017 auf ihre verletzte Zwillingsschwester Nadine verzichten musste, wurde Holzer ihre Partnerin für die Weltmeisterschaft in Wien. Strauss/Holzer erhielten für das Turnier eine von drei Wildcards, schieden allerdings sieglos nach der Gruppenphase aus.
Von 2019 bis 2021 spielte Holzer mit Ronja Klinger und 2022 mit Franziska Friedl. Mit Eva Freiberger nahm sie 2023 an der Europameisterschaft in Wien teil. Zusammen mit Isabel Schneider nahm Katharina Holzer mit einer Wildcard an der German Beach Tour in Berlin teil und gewann das Turnier.